# Chipitts

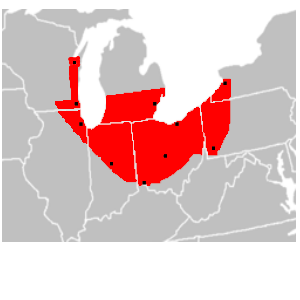
Ungefähre Ausdehnung von Chipitts. Die Punkte bezeichnen die größten Städte der Region.

Chipitts ist eine von drei Megalopolen (neben Boswash und Sansan) in den Vereinigten Staaten von Amerika.
Der Name ist als Kunstwort aus den Namen der Städte Chicago und Pittsburgh, die in etwa die westliche und östliche Begrenzung der Megalopolis bilden, zusammengesetzt. Der Begriff wurde 1961 von dem französischen Geografen Jean Gottmann geschaffen. Im englischen Sprachgebrauch herrscht Binnengroßschreibung der Silben in den Namen der Megalopolen vor (ChiPitts, BosWash und SanSan). Im deutschsprachigen Kontext wird in der Regel jedoch nur der erste Buchstabe groß geschrieben.
Chipitts liegt innerhalb der Region der Großen Seen und hat Anteil an den US-Bundesstaaten Wisconsin, Illinois, Indiana, Michigan, Ohio, Pennsylvania und New York. Teile von Chipitts überschneiden sich mit dem Rust Belt. In der Megalopolis leben (Stand: 2006) mehr als 30 Millionen Menschen, das sind etwa 10 % der Gesamtbevölkerung der USA. Bisweilen wird auch der benachbarte Québec-Windsor-Korridor in Kanada zu Chipitts gerechnet. Zusammen beträgt die Bevölkerungszahl etwa 54 Millionen Personen.

## Städte in der Megalopolis Chipitts (Auswahl)
| - Wisconsin - Green Bay - Kenosha - Appleton - Oshkosh - Waukesha - Racine - Madison - Milwaukee - Janesville - Beloit - Illinois - Aurora - Chicago - Elgin - Joliet - Naperville - Rockford - Waukegan | - Indiana - Indianapolis - Hammond - East Chicago - Fort Wayne - Gary - South Bend - Michigan - Ann Arbor - Battle Creek - Detroit - Flint - Grand Rapids - Kalamazoo - Lansing | - Ohio - Cleveland - Cincinnati - Columbus - Toledo - Akron - Dayton - Youngstown - Pennsylvania - Pittsburgh - Erie - New York - Buffalo - Niagara Falls |